# Mongolyusurika mongolxeyeus
Mongolyusurika mongolxeyeus är en tvåvingeart som beskrevs av Sasa och Suzuki 1997. Mongolyusurika mongolxeyeus ingår i släktet Mongolyusurika och familjen fjädermyggor. Inga underarter finns listade i Catalogue of Life.